# Thank You for the Music (альбом)
Thank You For The Music — бокс-сет шведской группы ABBA, выпущенный в 1994 году.

## О бокс-сете
Thank You For The Music включает в себя 66 песен, распределённых по четырём компакт-дискам, в него вошли песни, как из эпохи «до ABBA» (вроде «People Need Love» и «He Is Your Brother»), так и некоторые из наиболее популярных и узнаваемых композиций группы («Dancing Queen», «Mamma Mia» и прочие). Четвёртый CD включает в себя ряд «редкостей», в особенности дорожка «ABBA Undeleted», которая составлена из песен, ни разу не выходивших в свет ни в качестве сингла, ни как альбомный трек; также там присутствуют версии известных песен группы на языках, отличных от английского и потому малоизвестных широкой публике.

## Список композиций

### Диск 1
Все песни написаны Бенни Андерссоном и Бьорном Ульвеусом, если не указано иное.
1. «People Need Love» — 3:04
2. «Another Town, Another Train» — 2:42
3. «He Is Your Brother» — 3:05
4. «Love Isn't Easy (But It Sure Is Hard Enough)» (Стиг Андерсон, Andersson, Ulvaeus) — 3:15
5. «Ring Ring» (Andersson, Ulvaeus, Нил Седака, Phil Cody) — 3:04
6. «Waterloo» (Anderson, Andersson, Ulvaeus) — 3:32
7. «Hasta Mañana» (Anderson, Andersson, Ulvaeus) — 4:13
8. «Honey, Honey» (Anderson, Andersson, Ulvaeus) — 4:02
9. «Dance (While The Music Still Goes On)» (Andersson, Anderson, Ulvaeus) — 3:56
10. «So Long» (Andersson, Anderson, Ulvaeus) — 4:04
11. «I’ve Been Waiting For You» (Andersson, Anderson, Ulvaeus) — 2:57
12. «I Do, I Do, I Do, I Do, I Do» (Andersson, Anderson, Ulvaeus) — 3:17
13. «SOS» (Andersson, Anderson, Ulveaus) — 3:23
14. «Mamma Mia» (Anderson, Andersson, Ulvaeus) — 3:32
15. «Fernando» (Andersson, Anderson, Ulvaeus) — 4:12
16. «Dancing Queen» (Andersson, Anderson, Ulvaeus) — 3:52
17. «That’s Me» (Andersson, Anderson, Ulvaeus) — 3:15
18. «When I Kissed the Teacher» — 3:01
19. «Money, Money, Money» — 3:08
20. «Crazy World» — 3:46
21. «My Love, My Life» (Anderson, Andersson, Ulvaeus) — 3:51

### Диск 2
Все песни написаны Бенни Андерссоном и Бьорном Ульвеусом, если не указано иное.
1. «Knowing Me, Knowing You» (Andersson, Anderson, Ulvaeus) — 4:02
2. «Happy Hawaii» (Andersson, Anderson, Ulvaeus) — 4:24
3. «The Name of the Game» (Andersson, Anderson, Ulvaeus)
4. «I Wonder (Departure)» (Live Version) (Andersson, Anderson, Ulvaeus) — 4:22
5. «Eagle» — 5:49
6. «Take a Chance on Me» — 4:03
7. «Thank You for the Music» — 3:49
8. «Summer Night City» (Full-length version) — 4:14
9. «Chiquitita» — 5:26
10. «Lovelight» (Alternate Mix) — 3:20
11. «Does Your Mother Know» — 3:13
12. «Voulez-Vous» (Edit) — 4:21
13. «Angeleyes» — 4:20
14. «Gimme! Gimme! Gimme! (A Man After Midnight)» — 4:45
15. «I Have a Dream» — 4:44

### Диск 3
Все песни написаны Бенни Андерссоном и Бьорном Ульвеусом.
1. «The Winner Takes It All» — 4:54
2. «Elaine» — 3:46
3. «Super Trouper» — 4:14
4. «Lay All Your Love on Me» — 4:33
5. «On and On and On» — 3:39
6. «Our Last Summer» — 4:18
7. «The Way Old Friends Do» (Live) — 2:53
8. «The Visitors» — 5:48
9. «One of Us» — 3:58
10. «Should I Laugh or Cry» — 4:27
11. «Head over Heels» — 3:46
12. «When All Is Said and Done» — 3:16
13. «Like An Angel Passing Through My Room» — 3:36
14. «The Day Before You Came» — 5:50
15. «Cassandra» 4:50
16. «Under Attack» — 3:44

### Диск 4
Все песни написаны Бенни Андерссоном и Бьорном Ульвеусом, если не указано иное.
1. «Put On Your White Sombrero» — 4:34
2. «Dream World» — 3:36
3. «Thank You for the Music» (Doris Day Mix) (Andersson, Anderson, Ulvaeus) — 4:03
4. «Hej Gamle Man» — 3:21
5. «Merry-Go-Round» (Anderson, Andersson, Ulvaeus) — 3:20
6. «Santa Rosa» — 3:01
7. «She’s My Kind of Girl» — 2:44
8. «Medley: Pick a Bale of Cotton, on Top of Old Smokey, Midnight Special» (традиционная, Andersson, Ulvaeus) — 4:21
9. «You Owe Me One» — 3:25
10. «Slipping Through My Fingers»/«Me and I» (Live) — 8:37
11. ABBA Undeleted: «Scaramouche» / «Summer Night City» / «Take a Chance on Me» / «Baby» / «Just a Notion» / «Rikky Rock ’n’ Roller» / «Burning My Bridges» / «Fernando (Frida Swedish Solo Version)» / «Here Comes Rubie Jamie» / «Hamlet III Parts 1 & 2» / «Free as a Bumble Bee» / «Rubber Ball Man» / «Crying Over You» / «Just Like That» / «Givin’ a Little Bit More» (Andersson, Anderson, Ulvaeus) — 23:30
12. «Waterloo» (French/Swedish version) (Andersson, Anderson, Ulvaeus) — 2:40
13. «Ring Ring» (Swedish/Spanish/German version) (Andersson, Anderson, Ulvaeus) — 4:22
14. «Honey, Honey» (Swedish version) (Andersson, Anderson, Ulvaeus) — 2:57

## В записи участвовали
ABBA
- Бенни Андерссон — синтезатор, клавиши, вокал
- Агнета Фельтског — вокал
- Анни-Фрид Лингстад — вокал
- Бьорн Ульвеус — акустическая гитара, гитара, вокал

Дополнительно
- Ulf Andersson — саксофон
- Ola Brunkert — барабаны
- Lars Carlsson — духовые
- Christer Eklund — саксофон
- Malando Gassama — ударные
- Anders Glenmark — гитара
- Rutger Gunnarsson — бас
- Roger Palm — барабаны
- Janne Schaffer — гитара
- Åke Sundqvist — ударные
- Mike Watson — бас
- Lasse Wellander — гитара

Продюсеры
- Бенни Андерссон
- Бьорн Ульвеус

Аудиоинженер
- Майкл Третов

Дизайн
Intro, London